# Divini Redemptoris
Divini redemptoris (hrv. „Božanskoga Otkupitelja”) je enciklika pape Pia XI. objavljena 19. ožujka 1937. godine u kojoj je papa još jednom u kratkoj sintezi želio izložiti načela ateističkog komunizma kako se očituju uglavnom u boljševizmu.

## Poveznice
- Non abbiamo bisogno
- Mit brennender Sorge

## Vanjske poveznice
- Pio XI.. Hrvatska enciklopedija